# 庫爾格湖
庫爾格湖是愛沙尼亞的湖泊，由沃魯縣負責管轄，海拔高度232米，長0.65公里、寬0.42公里，面積0.12平方公里，平均水深4米，最大水深9.1米，是多種魚類的棲息地。